# Bodosi Mihály
Bodosi Mihály (Barót, 1909. december 13. – Kaposvár, 2005. március 21.) magyar egyetemi docens, osztályvezető főorvos, atléta olimpikon, főiskolai világbajnok magasugró volt. Élete legnagyobb részét Kaposváron töltötte, 1994 óta a város díszpolgára.

## Élete
1909. december 13-án született a Háromszék vármegyei Baróton, majd nyolc év múlva nagybátyjához, Kaposvárra került. 1928-ban tette le az érettségit a Somssich Gimnáziumban, ahol tanulóévei alatt atlétikával kezdett foglalkozni: itt érte el első sikereit magasugrásban, bár eleinte inkább síkfutásban tűnt ki.

### Sportolói pályafutása
Tehetségére a gimnáziumban tanító Szuchovszky Bertalan figyelt fel. 1927-ben 168 cm-rel megnyert egy, a Magyar Atlétikai Szövetség által szervezett versenyt, majd a következő évben, május 4-én a kaposvári és a pécsi csapat versenyén 173 cm-es ugrásával győztes és kerületi bajnok lett. Szeptembertől májusi ellenfeleinek városában, Pécsen kezdte meg tanulmányait a Pécsi Egyetem orvoskarán, miközben a PEAC-ben atletizált. 1930-ban már a 190 cm-t is átugrotta, ezt a teljesítményét pedig 1931-ben többször is megismételte. Tag lett, és 1937-ig az is maradt a magyar atlétikai válogatottban, amellyel 1933-ban Londonban és Torinóban nemzetközi versenyeken is győzelmet ünnepelhetett: utóbbi alkalommal főiskolai világbajnoki címet szerzett. 1934. április 15-én a pécsi Szent Mór Kollégiumban rendezett, ám nem előre bejelentett, csak bemutató jellegű rendezvényen 200,5 cm-es ugrásával az első magasugró lett Európában, akinek sikerült teljesítenie a 2 métert, azonban a verseny nem hivatalos volta miatt ezt az eredményt nem hitelesítették. 21 évig tartotta azonban a hivatalos országos rekordot, 1936-ban pedig kijutott a berlini olimpiára, igaz, itt csak a 185 cm sikerült neki, amivel a 12. helyet szerezte meg.
1962-től 1978-ig a Somogy Megyei Atlétikai Szövetség elnöke volt, és vezette a megyei kórház Lendület nevű sportegyesületét is. 1998-ban Magyar Atlétikáért díjat kapott.

### Orvosi pályafutása
Sportpályafutása befejeztével orvosként dolgozott: előbb körzeti orvos volt, majd a második világháborús angol hadifogság után Komlón bányaorvos. 1951-ben visszaköltözött Kaposvárra, ahol adjunktus lett a megyei kórház sebészeti osztályán. Itt Dr. Farkas Sándor betegsége miatt először Dr. Takács Sándor, majd 1961. január 1-től Bodosi Mihály dolgozott főorvosként. Ugyancsak 1961-ben nyílt meg a traumatológiai osztály, és mivel Bodosinak volt elegendő gyakorlata mind általános, mint ortopéd, mint baleseti sebészetben, őt nevezték ki az új osztály élére. Tevékenységének köszönhetően az osztály eszközparkja korszerű gépekkel bővült, az ellátás színvonala folyamatosan javult. Bodosi 1967-ben Kiváló Orvos kitüntetést kapott. Mivel 1970-ben a traumatológia kapta meg a járóbetegek ellátásának feladatát is, bővíteni kellett a rendelőket: a bővített épületrészeket 1972-től vették használatba. Az osztály orvosai és nővérei folyamatos képzésekben részesültek, munkáik közül számos megjelent bel- és külföldi tudományos szaklapokban is. 1975-ben Bodosit címzetes docenssé nevezték ki, és a kórház főigazgató-helyettese is lett, majd 1978. december 31-én nyugdíjba vonult.
Élete során kutatta Somogy megye egészségügyének történetét, gyűjtötte az ezzel a témával kapcsolatos emlékeket. Írt híres orvosokról, régi pestis- és kolerajárványokról, és ő szerkesztette a kórház 1996-ban megjelent, 150 évre visszaemlékező jubileumi évkönyvét is. Tulajdonába kerültek például ritkaságnak számító tárgyak is: anatómiai atlasz, gyógyszertaxa, ritka körlevelek és több száz éves dokumentumok. A gyűjteményt, amely 172 dobozt tölt meg, ma a kórházban őrzik, kutatók számára hozzáférhető.

## Emlékezete

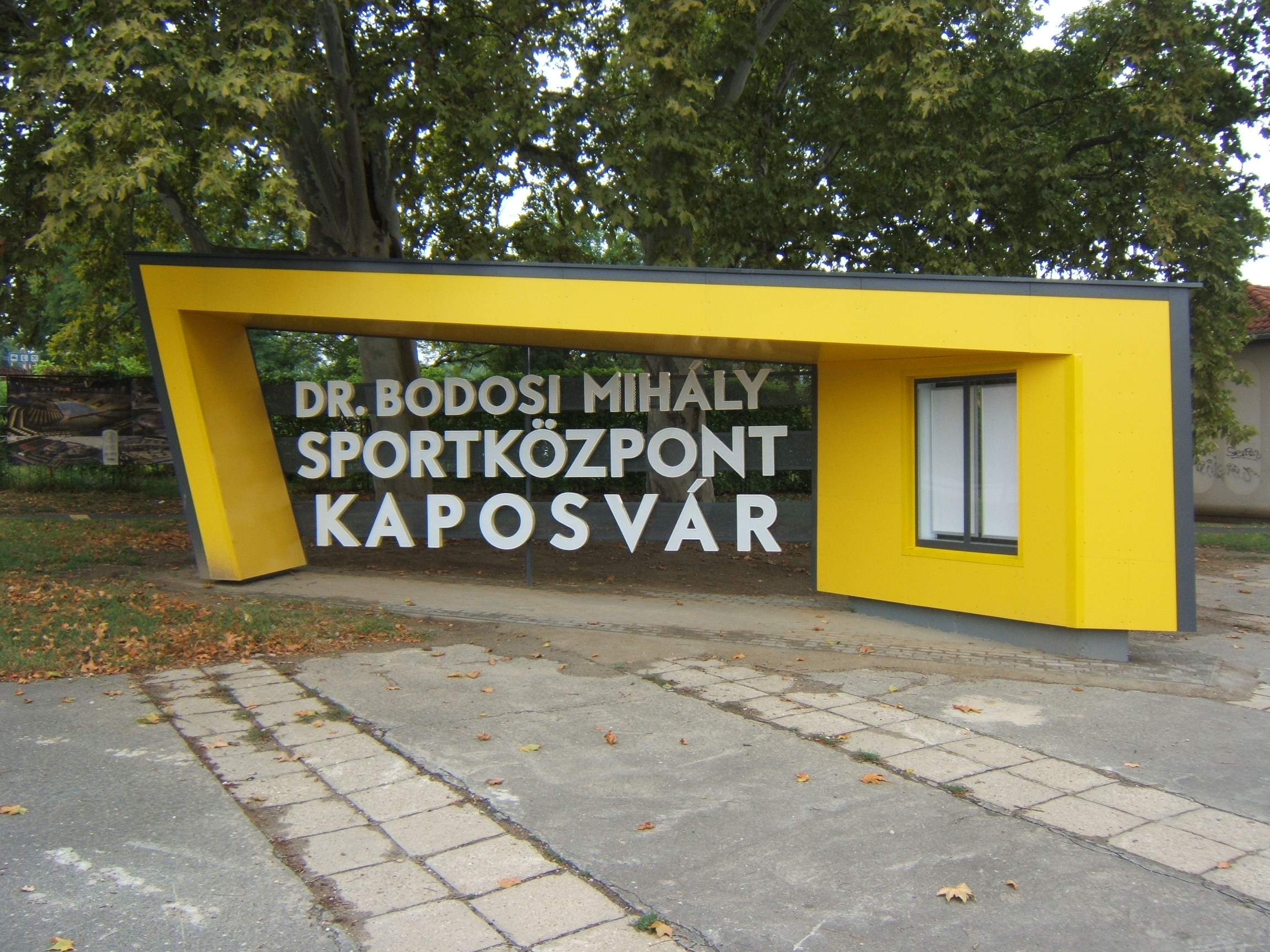

2009-ben emléktáblát avattak a kaposvári sportcsarnok falán, 2018-ban pedig a sportcsarnokot, az épülő Kaposvár Arénát és egyéb létesítményeket magába foglaló komplexum is dr. Bodosi Mihály nevét vette fel. Ugyancsak 2009-ben, augusztus 30-án két testvérével együtt (Bodosi Dániel festőművész és Bodosi Antal ferences szerzetes) emléktáblát kapott szülővárosában, Baróton is a Kossuth Lajos u. 57. alatt, valamint bemutattak egy könyvet is, amely a három testvér életéről szól.